# Prosopocoilus sericeus
Prosopocoilus sericeus es una especie de coleóptero de la familia Lucanidae. Presenta las subespecies Prosopocoilus sericeus sericeus y Prosopocoilus sericeus taronii.

## Distribución geográfica
Habita en Borneo, Sumatra y Java en  (Indonesia).